# Zuzana Šulajová
Zuzana Šulajová (* 14. července 1978, Martin) je slovenská herečka a fotografka. Dcera scenáristy a pedagoga Ondreje Šulaje a herečky Anny Šulajové, sestra Kataríny Šulajové.

## Život a dílo
Vystudovala fotografii na bratislavské Škole užitkového výtvarnictví v roce 1997 a na pražské Vysoké škole uměleckoprůmyslové. Ve fotografické tvorbě se věnuje zejména módě, portrétu a filmové fotografii. Ve filmu debutovala v roce 1985. Její otec napsal scénář ke slovenskému filmu Záhrada (1995, režie Martin Šulík), ve kterém si Zuzana zahrála hlavní roli. V letech 1993-1997 navštěvovala ŠÚV v Bratislave, obor fotografie u J. Střeša a od roku 1997 studovala na VŠUP v Praze pod vedením P. Štechy.
Ve své fotografické tvorbě se věnuje především módě, portrétu a filmové fotografii. Mezi její výraznější dokumentární práce ze střední školy patří černobílý cyklus Petržalka pod vedením Filipa Vanče, ve kterém převažoval inscenovaný portrét. Ve čtvrtém ročníku fotografovala Přírodovědecké muzeum v Bratislavě a jednu z jejích fotografií, na které zvěčnila spolužačku s křídly, si profesor Václav Macek v roce 1998 vybral na plakát k Měsíci fotografie. Její tvorbu je obtížné rozdělit do cyklů. Většinou jsou to jednotlivá školní zadání (komiks, kalendář, reklama) nebo deníkové fragmenty (autoportréty, zaznamenávání prostředí či malých oltářů na předních oknech aut).
Autorka patří k nejvýraznějším současným postavám v módní fotografii na Slovensku (včetně Anny Kovačič, žijící v Praze). Přinesla na Slovensko nejnovější světové trendy nejen ve využívání barevné fotografie, ale především volnost, hravost, vtip, ironii a takzvanou antireklamu. V některých jejích pracích je cítit vliv Oliviera Toscaniho (United Colors of Benetton), spolupracovala také se svými spolužáky Salimem Issou a Štěpánkou Stein, přátelský vztah měla také se spolužačkou Silvií Slafkovskou.
Fotografovala pro časopisy: Cosmopolitan, Total Film, Blok, Labyrint, Oko, Xantypa, byla fotografkou u filmu Samotáři (2000), vytvořila portréty k filmu Pupendo (2003) a pravidelně fotografuje portréty známých osobností pro týdeník OKO.

## Rodina
Jejím partnerem je herec a tanečník Jan Révai. Mají dva syny, Jakuba (* 3. ledna 2011) a Matěje (* 29. prosince 2013).

## Filmografie
Podle zdroje:
- 1985 Tichá radosť (Katka Galová)
- 1995 Zahrada (Helena)
- 2000 Zpráva o putování studentů Petra a Jakuba (Eva)
- 2004 O dve slabiky pozadu
- 2005 Příběhy obyčejného šílenství (Jana)
- 2009 Otec, studentský film
- 2017 Až po uši, seriál
- 2018 V.I.P. vraždy, seriál
- 2021 Mami, kúp mi psa, seriál